# Johan Meyer

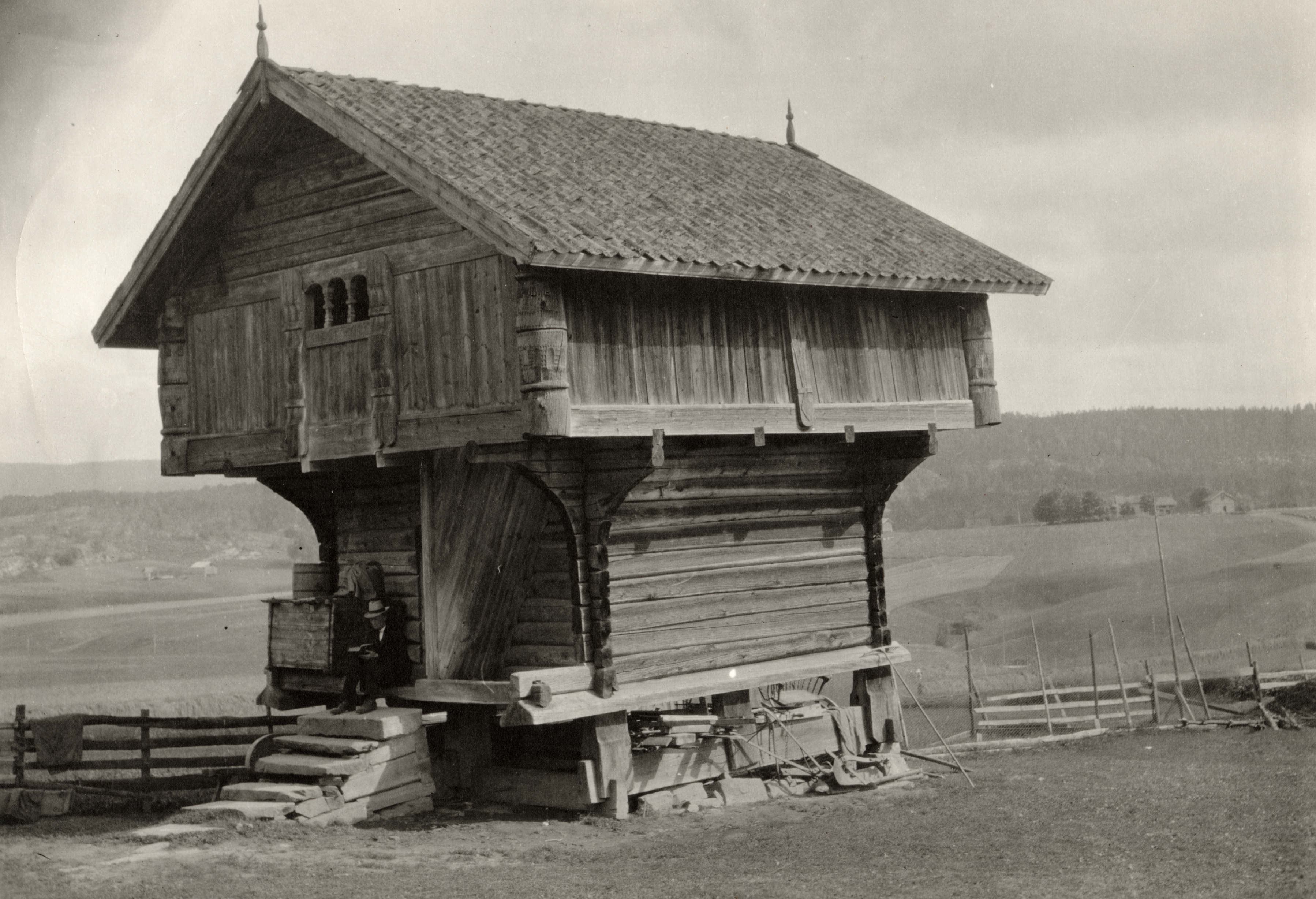
Forberget Suigard, Telemark

Johan Joachim Meyer (29. října 1860 Bømlo – 23. ledna 1940 Askim) byl norský profesor architektury a registrátor staré architektury. Jeho nejrozsáhlejším dílem je 19dílné dílo Fortids kunst i Norges bygder (Umění norské vesnice v historii, 1908–42). Pro své účely architekturu také fotografoval.

## Život a dílo
Johan Meyer byl synem faráře Wollerta Dankertsena Meyera (1820–1997) a matky Christiany Boletty Wesenbergové (1831–1908).
Johan Meyer vyrostl v Saltdalenu a v Tysnes. V roce 1880 absolvoval Technickou školu v Trondhjemu, poté studoval na Polytechnické vysoké škole v Hannoveru a pracoval jako asistent architekta Heela v Hannoveru v letech 1883–85. Od roku 1885 působil jako učitel na malířské škole v Kristianii a od roku 1889 do roku 1910 na ženské průmyslové škole a na technické škole v Kristianii.
Dne 2. května 1889 se oženil s Olgou Marií Bergesen (5.4.1867–1948), dcerou Provosta Ole Bergesena (1832–1999) a Marthy Marie Sophie Jensen (1830–1908).

## Historik a architekt
Během osmdesátých a devadesátých let Meyer spolupracoval s několika rozsáhlými registry starověkých památek a historické architektury a do jisté míry se zabýval také restaurováním starých budov. Mezi jeho díla patří Lysekloster, Selja, Hovedøya, Mariakirken v Bergenu, Katedrála Stavanger, Hoffův kostel, Finneloftet, Mosterský kostel a klášter Utstein. Společně s Lorentzem Dietrichsonem navštívil v roce 1900 Orkneyské ostrovy, kde spolu napsali Monumenta Orcadica.
Když byl v roce 1910 v Trondheimu založen NTH, Meyer se stal profesorem architektonické historie. Jeho hlavní oblastí zájmu byly středověká kamenná a dřevěná architektura a architektura a nábytek z rolnické kultury.
Meyer byl členem dozorčího výboru pro obnovu katedrály Nidaros od roku 1905 do roku 1933 a podpořil návrh řešení Olafa Nordhagena.
Jako výkonný architekt Meyer navrhl kostel Nordlia a Heensåsen v Opplandu, kapli Gjøra v Sunndalu, vilu na Slemdalu v Akeru a letní dům pro bratra své manželky Sigvala Bergesena.
V roce 1910 získal ocenění rytíře Řádu sv. Olafa a podruhé roku 1930.

## Galerie

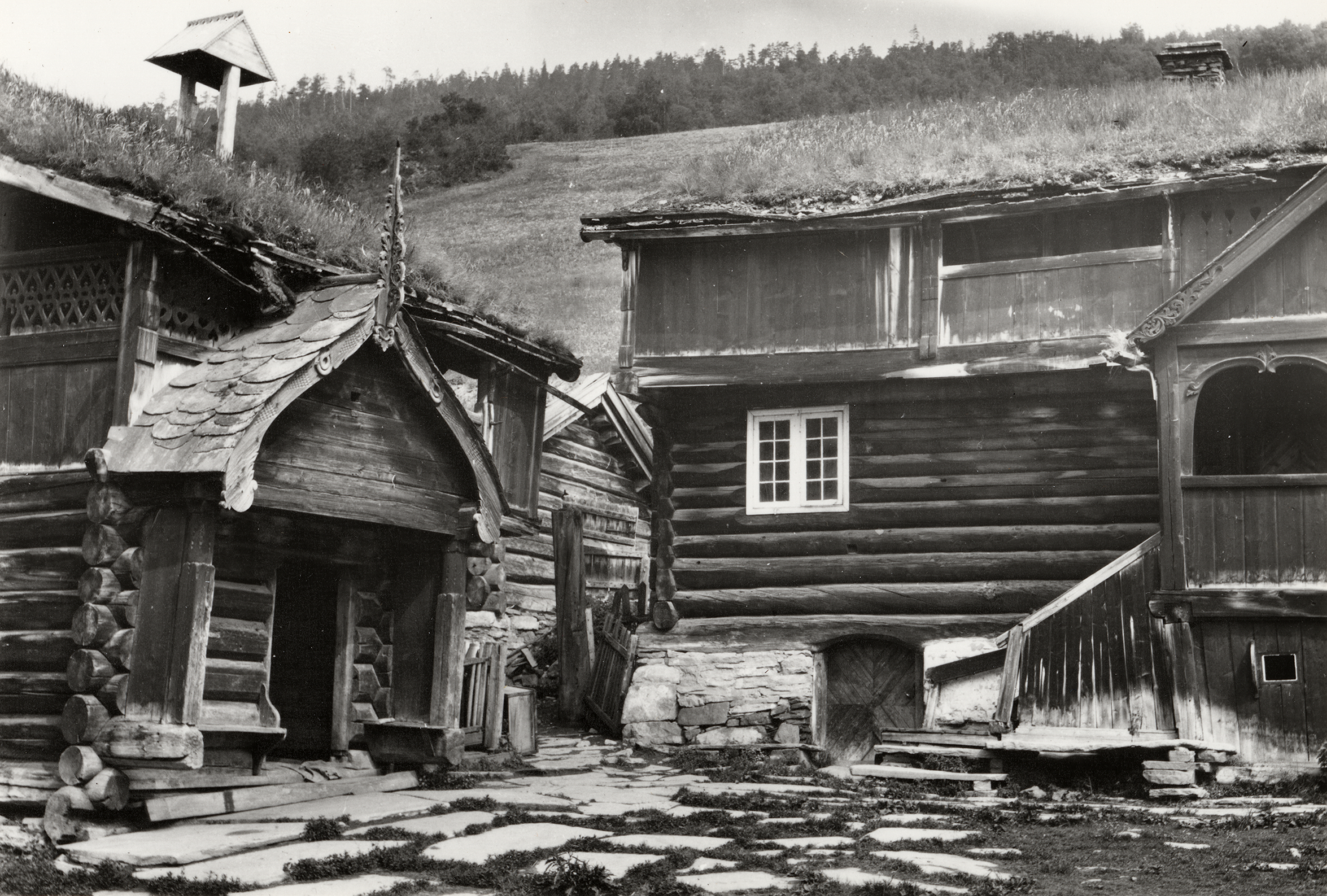
Bjølstad, Oppland
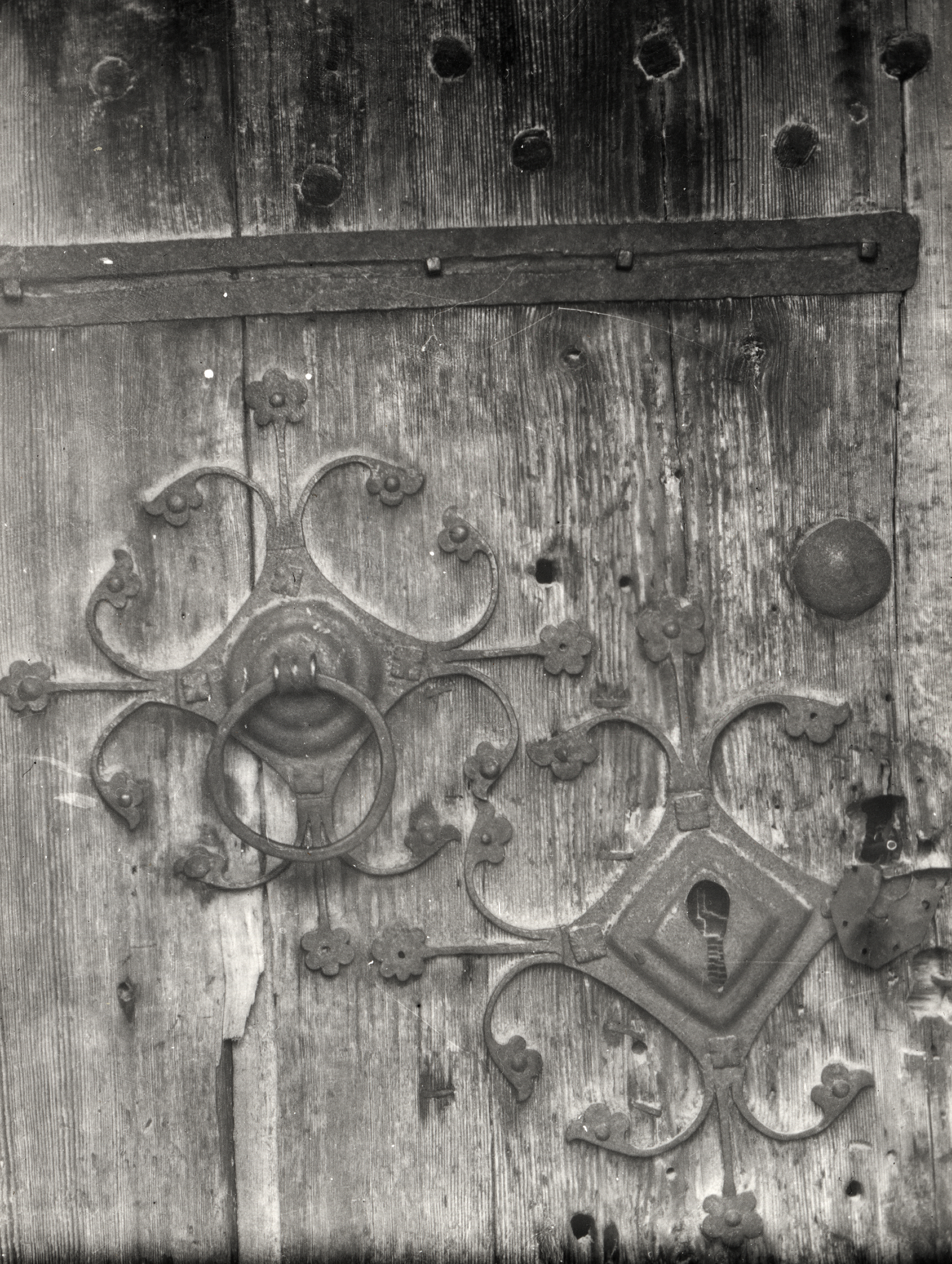
Kravik Mellom, Kravik Mellem, Buskerud
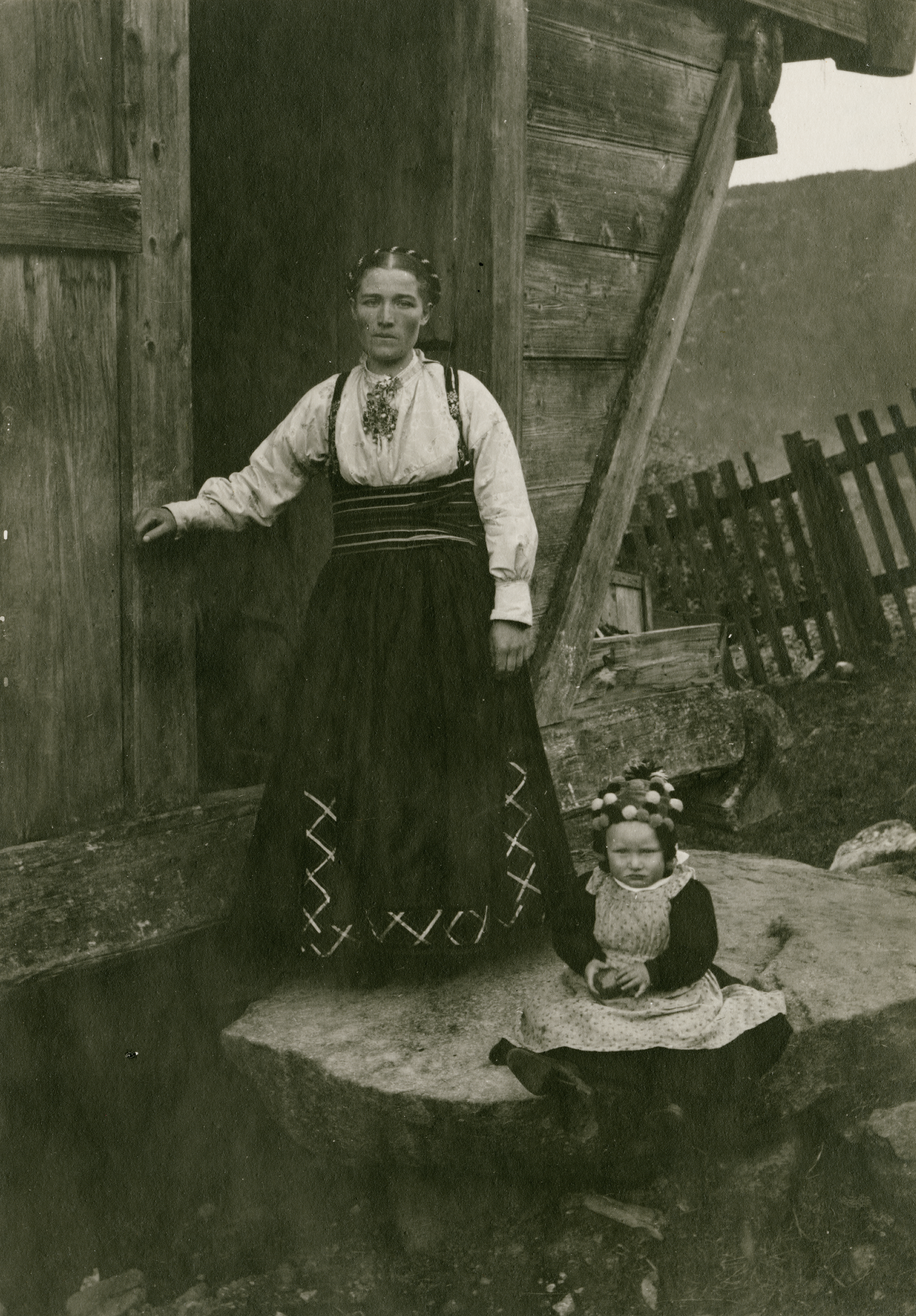
Bækhus, Telemark
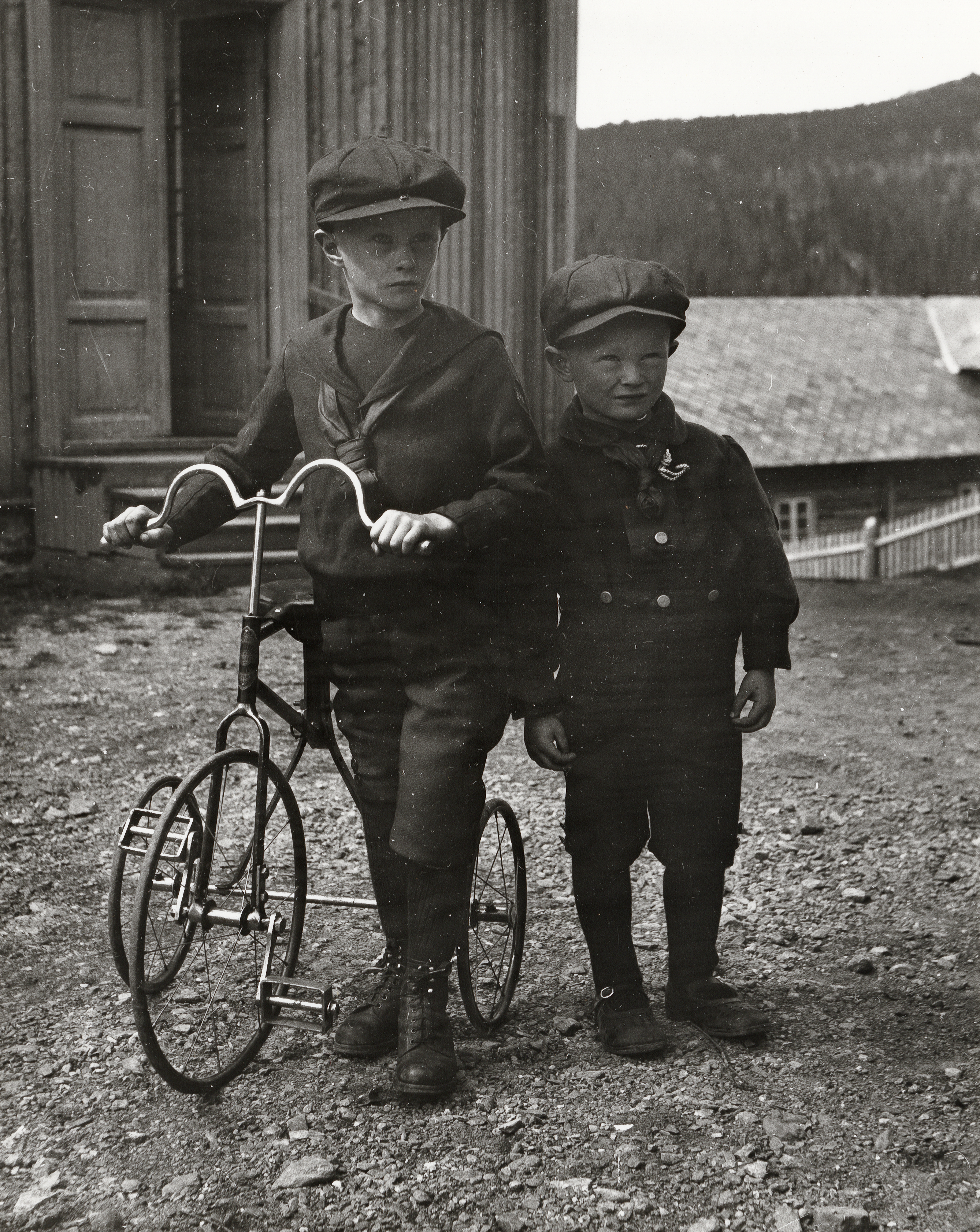
Bjølstad, Oppland
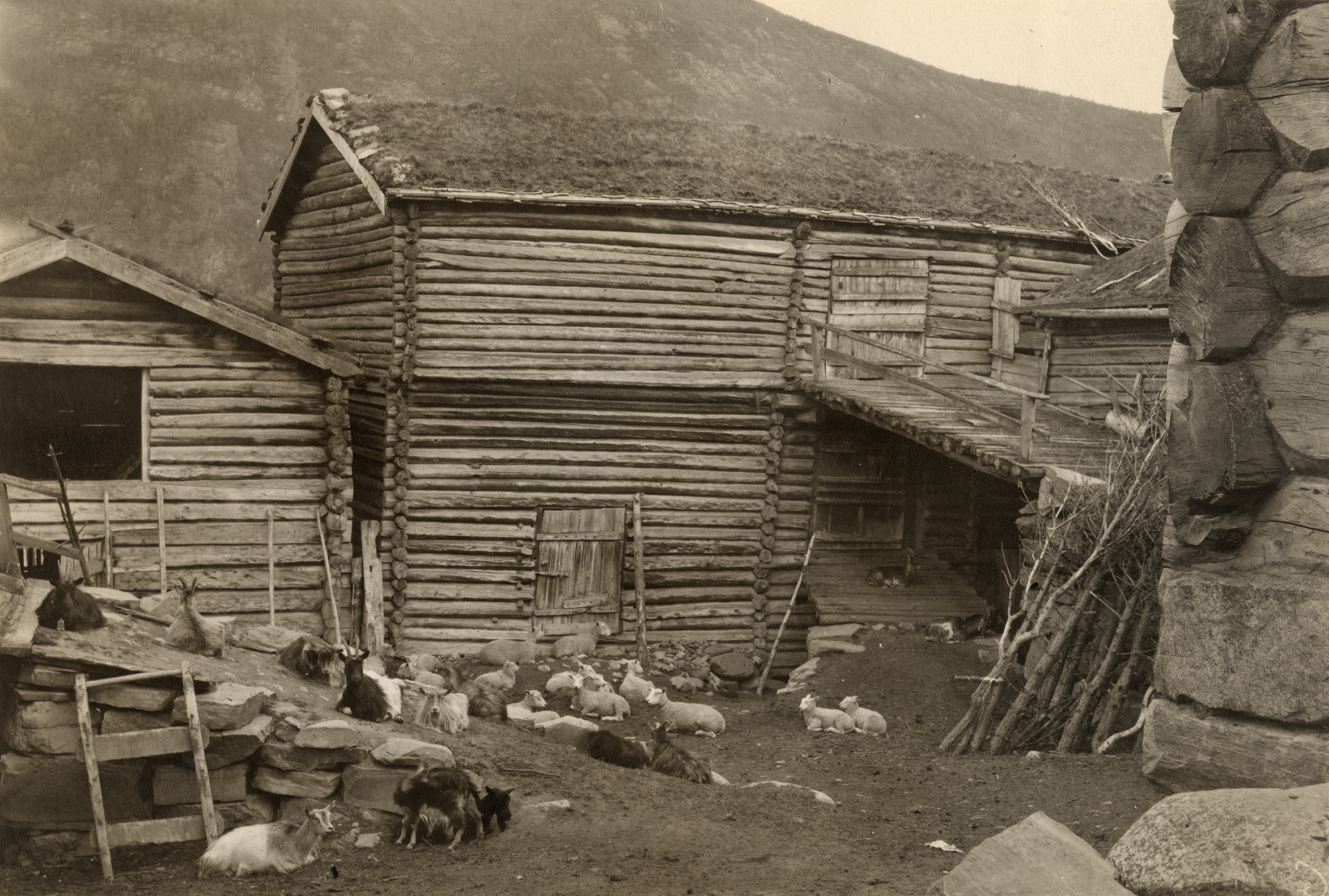
Valle Søndre (Sygard), Oppland
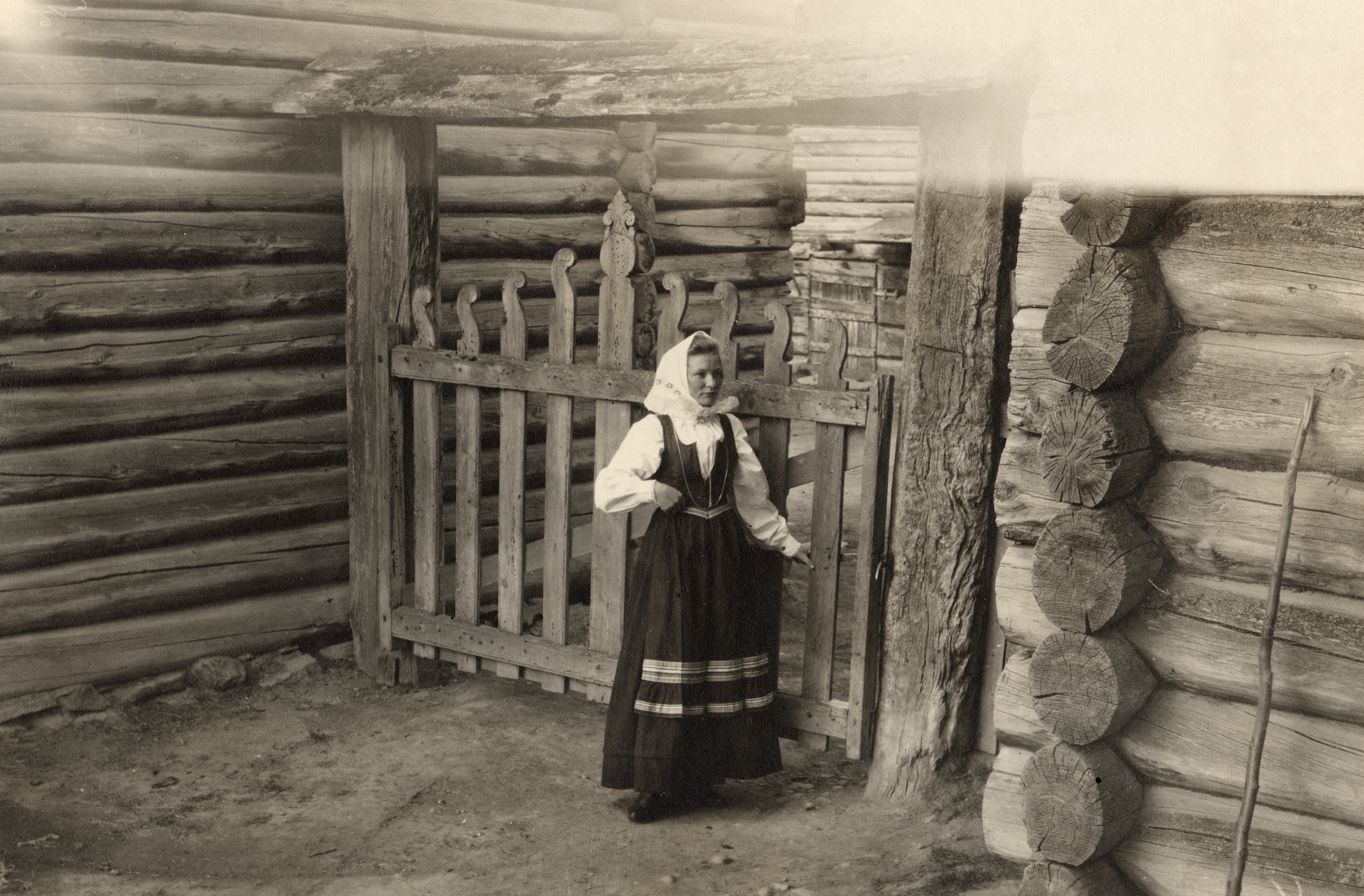
Valle Søndre (Sygard), Oppland
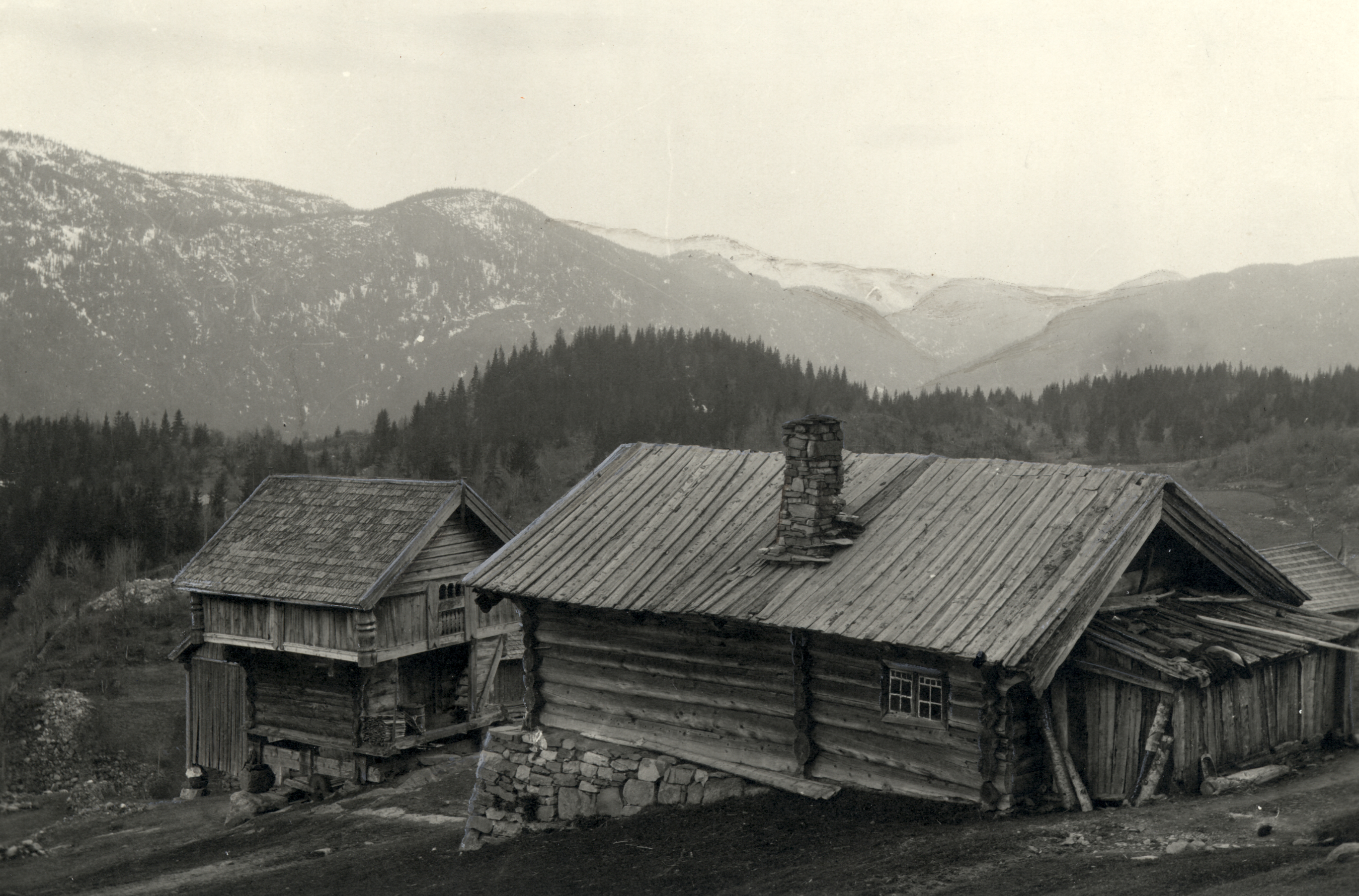
Øvrebø Nordre, Telemark
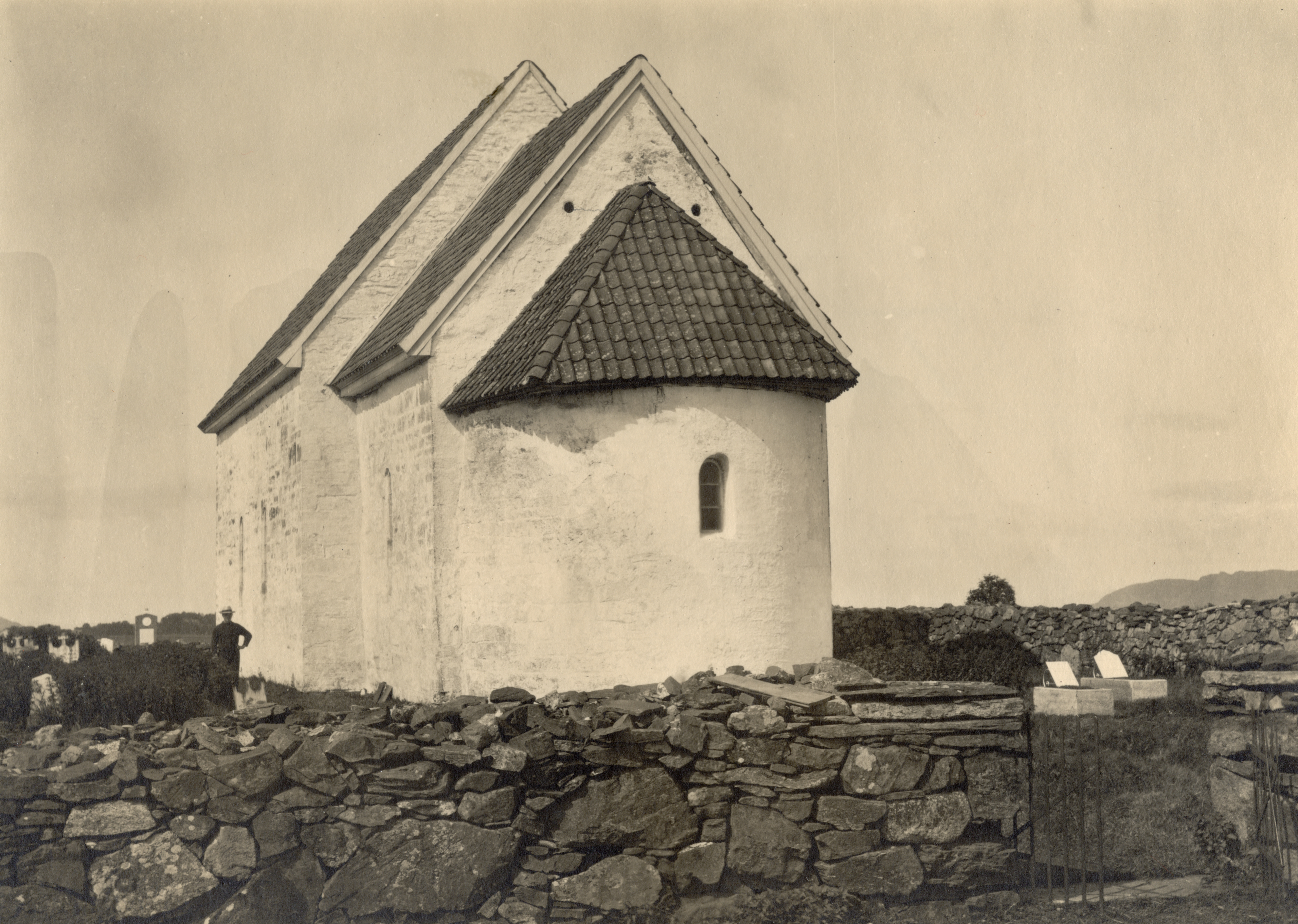
Kostel v Talgøy, Rogaland